# Catadelphus ruberior
Catadelphus ruberior là một loài tò vò trong họ Ichneumonidae.